# Vleuterweide
Vleuterweide is een deelplan van de Vinex-locatie Leidsche Rijn, in de Nederlandse gemeente Utrecht. Vleuterweide is een deel van de woonplaats Vleuten en wordt omgeven door de oude dorpskern van Vleuten in het noorden, het Máximapark en De Meern Noord in het oosten, de buurt Veldhuizen (deel van De Meern) in het zuiden en de Harmelerwaard (deel van Harmelen, gemeente Woerden) in het westen.
Het plan Vleuterweide is gerealiseerd in de periode 2004 - 2012. Het belangrijkste kenmerk van dit gebied is het dorpse karakter. Een groot deel ervan heeft een typische 'jaren 1930'-uitstraling, met straten in de stijl van oude arbeiderswijkjes, hofjes en herenhuizen.
Dankzij de lage ligging wordt Vleuterweide doorsneden met grachten en sloten, waarvan enkele er al lagen voordat het gebied bouwrijp werd gemaakt.

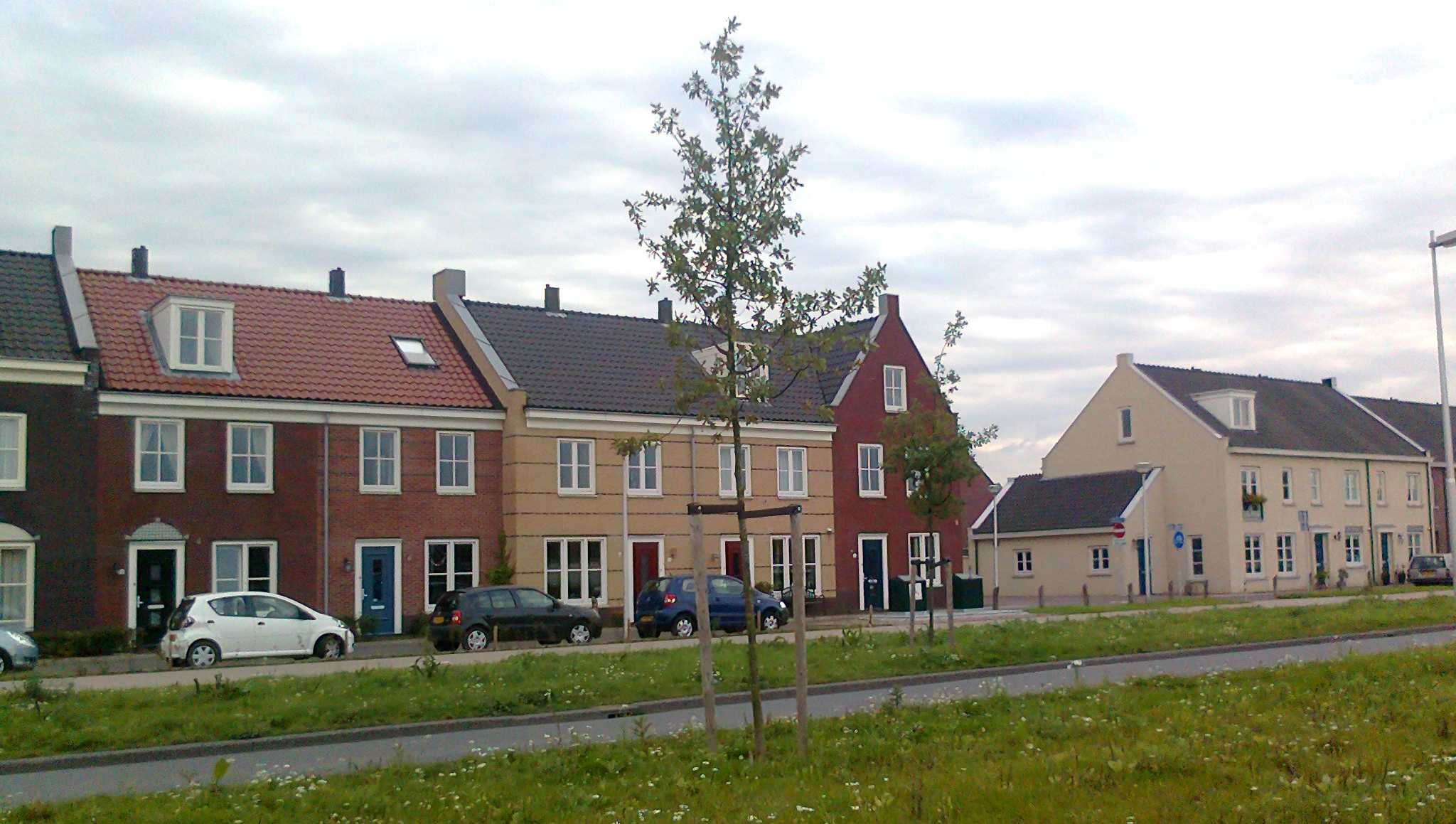
Stroomrugbaan in Vleuterweide

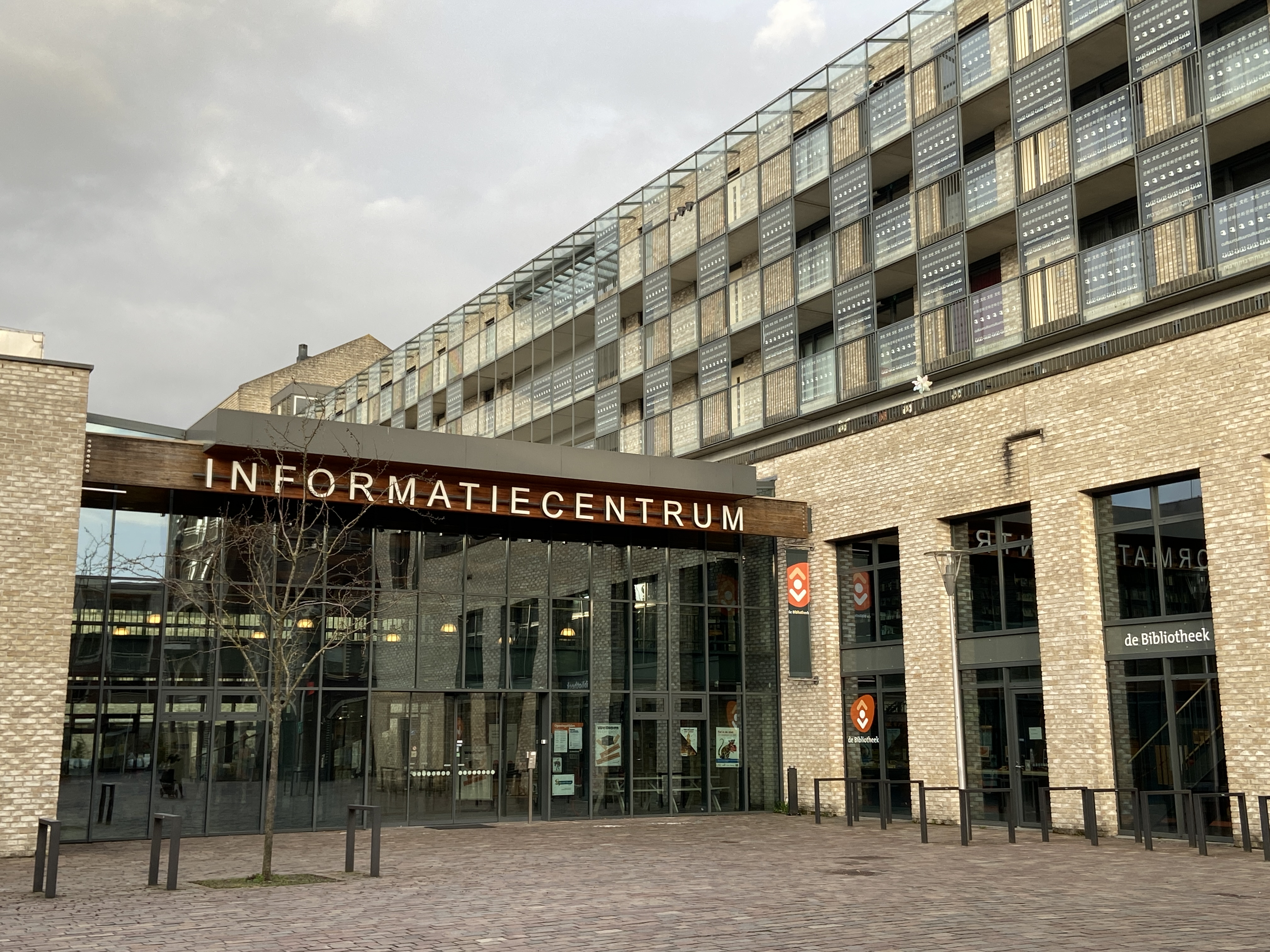
Bibliotheek en buurtcentrum van Vleuterweide

Vleuterweide bestaat uit de deelgebieden:
- De Boomgaarden
- De Rietvelden
- Centrum & De Hoven
- De Tuinlanden
- De Erven
- De Hagen

De gemeente Utrecht heeft Vleuterweide vanwege zijn grote omvang (ruim 18.000 inwoners in 2018) onderverdeeld in de buurten
- Vleuterweide West (buurtnummer 10.21)
- Vleuterweide Noord/Oost/Centrum (buurtnummer 10.22)
- Vleuterweide Zuid (buurtnummer 10.23)

Deze maken, samen met negen andere buurten, deel uit van de wijk Vleuten-De Meern (wijknummer 10).

## Winkelcentrum
Op 6 oktober 2010 werd in Vleuterweide een winkelcentrum geopend. Hierin zijn tientallen speciaalzaken, maar ook winkels van bekende ketens gevestigd. Het winkelcentrum maakt deel uit van het deelgebied Centrum & De Hoven, dat gebaseerd is op een masterplan van Rob Krier en Christoph Kohl. 
Haarzicht · Haarzuilens · De Meern · Oudenrijn · Rijnenburg · Veldhuizen · Vleuten · Vleuterweide · De Woerd